# Udręka (Schenck)

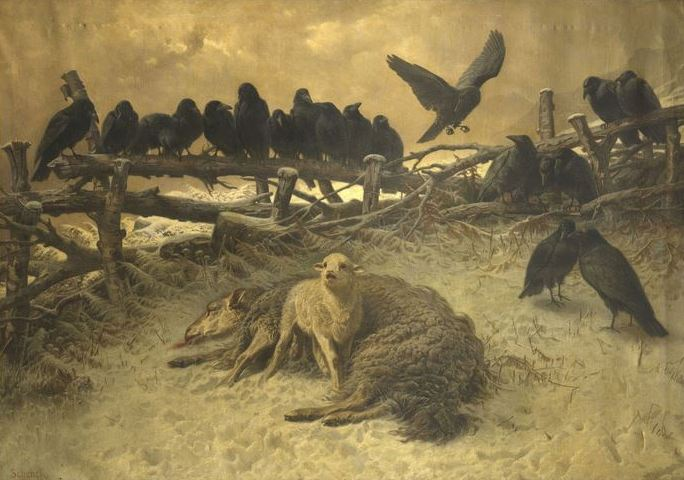
L’Orphelin, souvenir d’Auvergne (1885) autorstwa Schencka, ze zbiorów Musée d’Orsay w Paryżu

Udręka (fr. Angoisse) – obraz olejny namalowany przez niemieckiego malarza Augusta Friedricha Schencka około 1878 roku, znajdujący się w zbiorach National Gallery of Victoria w Melbourne.

## Opis
August Friedrich Schenck spędził większość swojej kariery we Francji, specjalizując się w malowaniu pejzaży i zwierząt. Przez ponad trzydzieści lat był stałym wystawcą na paryskim Salonie, gdzie Udręka została po raz pierwszy pokazana w 1878 roku. Obraz jest być może najsłynniejszym dziełem Schencka, nabytym przez National Gallery of Victoria w 1880 roku, gdyż dwukrotnie został uznany za najpopularniejszy w zbiorach galerii (w 1906 i 2011 roku).
Obraz przedstawia zrozpaczoną owcę beczącą z żalu, której oddech zamarza w zimnym powietrzu. Stoi nad martwym ciałem swojego jagnięcia, z którego pyska spływa na biały śnieg strużka krwi. Para owiec jest otoczona przez stado czarnowronów, które złowrogo tłoczą się pod szarym, pochmurnym zimowym niebem, czekając na okazję, by skonsumować padlinę. Stonowana tonacja obrazu – niemal monotonne odcienie bieli, szarości, brązu i czerni – odzwierciedla jego rozpaczliwą tematykę.
Tedd Got, starszy kustosz w National Gallery of Victoria, zasugerował, że obraz Schencka mógł być inspirowany książką The Expression of the Emotions in Man and Animals z 1872 roku, w której Charles Darwin argumentował, że emocje mają biologiczne oryginały, a zwierzęta mają podobne emocje do ludzi. Został również zinterpretowany jako komentarz do okrucieństwa społeczeństwa, reprezentowanego przez stado oportunistycznych czarnowronów.
Schenck odwrócił tę scenę na swoim obrazie z około 1885 roku L’Orphelin, souvenir d’Auvergne, obecnie przechowywanym w Musée d’Orsay w Paryżu, na którym jagnię stoi nad ciałem zmarłej matki, przed szeregiem czarnowronów czekających na zdobycz na drewnianym płocie.